# Jonathan Wong Chee-Hynn
Jonathan Wong Chee-Hynn (n. 3 de junio de 1986 en los Estados Unidos), es un actor, cantante y compositor hongkonés.

## Carrera
Nació en los Estados Unidos de padres chinos hongkoneses, Jonathan cogió el piano y el violín a la edad de 6 años y comenzó a tomar un gran interés serio por la danza durante sus años de su escuela secundaria en la Academia Milton. Jonathan se graduó de la Universidad de Cornell en el 2008, con una doble especialización en Psicología y Danza, donde se dedicaba además a cantar en la Universidad de Cornell Glee y también fue director musical y arreglista de la universidad de un grupo a capela llamado "Last Call". Sus arreglos vocales y actuaciones en solitario ayudó a "Last Call", a obtener numerosos premios nacionales e internacionales, mientras que sus logros en la danza le hicieron el único destinatario a ganar el premio "Cornell Undergraduate Artist" en el 2009, Jonathan debutó como cantante cuando se trasladó a Hong Kong. Lanzó su primer álbum en solitario multilingüe titulado "Beyond Singing" (超越聲音) en octubre del 2009, donde fue muy involucrado en el proceso de la producción, desde la composición de la organización, produciendo y escribiendo temas musicales. Entre sus pistas notables incluyen "Roswell" (羅茲威爾), "Separate Ways" (1+1), "Fino A Ti Amo" (摸黑) & "南北極".
En el 2010, Jonathan se unió a Avex, un sello discográfico de música superior en Japón y se convirtió en el primer artista internacional desarrollado conjuntamente por los departamentos nacionales e internacionales del grupo. El 16 de junio de 2011, Jonathan lanzó su primer single en japonés titulado "wa Kimi bara yori utsukushii "(君 は 薔薇 よ り 美 し い). Ese mismo año, tuvo una entrevista en un programa de televisión de la red TVB J2, llamado "Big Boys Club" (兄弟 幫), en la que interpretó su próximo tema musical para una serie de televisión titulada "A Love fetherlite" y además recorrió otras ciudades chinas como Shenzhen y Guangzhou, con una serie de rendimiento. En mayo del 2012, Jonathan fue invitado como compositor por la Universidad de Hong Kong de Ciencia y Tecnología (de HKUST), presentado por el Prof. Bright Sheng, uno de los más reconocidos compositores y directores del mundo. Como cantante y con su propia composición compartió los escenarios con un grupo de galardonados músicos y compositores internacionales y regionales, en la cual tuvo una serie de presentaciones y giras de conciertos. En junio, Jonathan lanzó su primer álbum en mandarín titulado "Rising". 

## Discografía

### Álbumes en chino
- "Beyond Singing 超越聲音 (CD+DVD)" (Oct 27, 2009)
- "Beyond Singing 超越聲音 (CD+DVD) 2nd Edition" (4 de diciembre de 2009)
- "Spectrum 超越東西 (CD+DVD)" (31 de marzo de 2010)
- "Out Of Frame 超越格式 (CD+DVD)" (8 de abril de 2011)
- "Rising (CD+DVD)" (9 de junio de 2012)

### Singles digitales
- "Double Down (跳火坑)" (23 de abril de 2013)
- "Double Down A Cappella Version Feat. Peter Hollens (23 de abril de 2013)
- "Invincible (萬夫莫敵)" (24 de septiembre de 2013)
- "All Of You (你最好)" (20 de febrero de 2014)

### Unreleased Singles
- 2013：A Thousand Years (一千年以後)

### Álbum en japonés
- "Kimi wa bara yori utsukushii 君は薔薇より美しい (CD+DVD)" (15 de junio de 2011)

### Otras colaboraciones y presentaciones
| Fecha de lanzamiento | Colaboradores                                     | Canción             |
| 2012                 | Shining Stars Foundation Hong Kong                | Kisses from the Sky |
| 2012                 | Online Game - Tales Runner (跑Online「魅影降臨」) | 魅影世紀            |
| 2013                 | Midnight Munchies                                 | 越夜越快樂          |

## Filmografía
| Año  | Título                                                          | Personaje      |
| ---- | --------------------------------------------------------------- | -------------- |
| 2012 | Chow Sang Sang x Forevermark Romantic Micro Film "Forever Kiss" | Jonathan Wong  |
| 2013 | Ip Man: The Final Fight                                         | Ni Tang (倪湯) |
| 2013 | Tales from the Dark series                                      |                |

## Televisión
| Año  | Título                       | Role                    | Notas |
| ---- | ---------------------------- | ----------------------- | ----- |
| 2014 | Queen Divas 新抱喜相逢       | Lian Zhi Cong (連祉聰)  |       |
| 2014 | Battles of Tomorrow 再戰明天 | Wang Xiao Xuan (王小軒) |       |
| 2014 | Tiger Cubs II 飛虎II         | Wen Zhi Jie (文志傑)    |       |

## Televisión Hosting
| Año          | Título                                   |
| ------------ | ---------------------------------------- |
| 2011–Present | TVB J2 "Big Boys Club 兄弟幫"            |
| 2013         | TVB "Midnight Munchies 夜宵磨"           |
| 2013         | RTHK "Chinese Made Efficient 反斗普通話" |